# Giulia Barone
Giulia Barone (Milano, 1947) è una storica, medievista e paleografa italiana.

## Biografia
Insegna Storia Medievale alla Facoltà di Lettere e filosofia dell'Università degli Studi di Roma "La Sapienza", nella quale si è laureata nel 1970, discutendo una tesi su Elia da Cortona, poi pubblicata, dal titolo "Frate Elia nelle fonti del XIII secolo" con gli eminenti medievisti Arsenio Frugoni e Raoul Manselli. Ha conseguito un diploma nell'Archivio Segreto Vaticano, per il quale ha pubblicato diversi studi. Già docente di Antichità Medievali nella Facoltà di Lettere e Filosofia della Sapienza dal 1983, dal 1988 è membro del Collegio dei docenti del Dottorato in Storia Medievale che ha sede nell'Università di Firenze. È una personalità culturale molto nota nel mondo accademico nazionale e internazionale, soprattutto in Francia  e Germania.
I punti focali della sua attività di ricerca sono rappresentati da studi sulla religiosità e la santità alto e basso medievale, e da studi di storia sociale e della realtà romana basso medievale.

## Opere principali
- Primo: non leggere. Biblioteche e pubblica lettura in Italia dal 1861 ai nostri giorni, con Armando Petrucci, Milano, Mazzotta, 1976
- Le ore del monaco, Firenze, Giunti, 1987, ISBN 8809760026
- Da frate Elia agli spirituali, Milano, Biblioteca Francescana, 1999, ISBN 8879620827
- La Santità Medievale, Roma, Jouvence, 2006